# NGC 1236
NGC 1236 je galaksija u zviježđu Ovan.

## Vanjske poveznice
- SEDS: NGC 1236